# Virginia Cavaliers football
La squadra di football dei Virginia Cavaliers rappresenta l'Università della Virginia. I Cavaliers competono nella Football Bowl Subdivision (FBS) della National Collegiate Athletic Association (NCAA) e nella Coastal Division della Atlantic Coast Conference (ACC). Fondati nel 1888, nei primi anni sfidarono le locali YMCA e altre squadre dello stato senza alcun indumento protettivo. Il programma si è evoluto in seguito diventando multimilionario. La squadra disputa le sue gare interne davanti ai 61.500 tifosi dello Scott Stadium di Charlottesville, Virginia.
I Cavaliers hanno tradizionalmente tre rivalità maggiori nel football: North Carolina, Virginia Tech e Maryland. La più vecchia rivalità della AAC è infatti quella tra Virginia e North Carolina. I Cavaliers inoltre competono per Commonwealth Cup contro Virginia Tech. Fino al 2014, giocavano annualmente il Beltway Brawl contro  Maryland ma il futuro della rivalità è incerto avendo Maryland lasciato la ACC (venendo sostituita da Louisville).

## Titoli di conference
- 1989 (co-vincitori con Duke)
- 1995 (co-vincitori con Florida State)

## Vincitori dei premi individuali
- Maxwell Award

Bill Dudley - 1941

## Numeri ritirati
I Cavaliers hanno ritirato sei numeri di maglia.
| Numeri ritirati dai Virginia Cavaliers |                |        |         |
| N.                                     | Giocatore      | Ruolo  | Anni    |
| 12                                     | Shawn Moore    | QB     | 1988-90 |
| 24                                     | Frank Quayle   | RB, HB | 1966-68 |
| 35                                     | Bill Dudley    | RB, HB | 1940-42 |
| 48                                     | Joe Palumbo    | G      | 1949-51 |
| 73                                     | Jim Dombrowski | OT     | 1982-85 |
| 97                                     | Gene Edmonds1  | RB, HB | 1948-49 |

Note:
- 1 Onore postumo.

## Membri della College Football Hall of Fame
- Bill Dudley, halfback, indotto nel 1956
- Earle "Greasy" Neale, capo-allenatore, indotto nel 1967
- Tom Scott, defensive end, indotto nel 1979
- Frank Murray, head coach, indotto nel 1983
- Joe Palumbo, middle guard, indotto nel 1999
- George Welsh, capo-allenatore, indotto nel 2004
- Jim Dombrowski, offensive guard, indotto nel 2008